# كأس تونس للكرة الطائرة للرجال 1982–83
كأس تونس للكرة الطائرة للرجال 1982-1983 هو الموسم رقم 27 من كأس تونس للكرة الطائرة للرجال.

فاز بهذا الموسم النادي الأفريقي.

## روابط خارجية
- الموقع الرسمي للجامعة التونسية للكرة الطائرة.